# Centaurea ionica
Centaurea ionica là một loài thực vật có hoa trong họ Cúc. Loài này được Brullo mô tả khoa học đầu tiên năm 2001.